# Зигенталер, Пьер
Пьер Зигенталер (нем. Pierre Siegenthaler; род. 19 июля 1938, Берн) — швейцарский яхтсмен, участник летних Олимпийских игр 1960 года в классе Летучий голландец.

## Спортивная биография
В 1957 году Зигенталер выступил на чемпионате мира в классе Летучий голландец в итальянском Римини. Напарником Зигенталера стал Микел Буцци. Швейцарские яхтсмены были близки к попаданию на пьедестал, но в итоге они заняли только 4-е место.
В 1960 году Пьер Зигенталер принял участие в летних Олимпийских играх в Риме. Швейцарский спортсмен вместе с Микелом Буцци выступил в новом олимпийском классе Летучий голландец. Швейцарские яхтсмены выступали на лодке Fantasio III. Четыре раза в семи гонках Зигенталер и Буцци смогли пробиться в число десяти сильнейших, а по итогам шестой гонки и вовсе заняли второе место. В общем зачёте швейцарский экипаж набрал 4433 очка и занял итоговое 9-е место. Несколько раз Зигенталеру удалось выиграть соревнования в классе Санфиш.
В дальнейшем Зигенталер стал крупным банкиром, а также отбыл тюремный срок в швейцарской тюрьме. Умер во время схода лавины в швейцарских Альпах.